# 중화인민공화국으로의 이민
중화인민공화국으로의 이민은 영구적으로 거주하기 위해 비중국 국적자들이 국제적으로 이동하는 것을 말한다.
1970년대 후반, 약 300,000명의 중국계 민족이 베트남에서 중국으로 이주했다. 국가 개방과 경제 자유화 이후 이민은 완만하게 증가했으며, 주로 대도시와 홍콩으로 이동하는 사람들이 많았다. 중국으로 이민 오는 외국인 중 상당수는 중국계 민족 유산을 가지고 있다. 중국은 또한 특히 북중 국경, 광저우시, 광서장족자치구, 중국-미얀마 국경을 따라 불법 이민의 목적지가 되기도 했다.
2020년 중화인민공화국 인구 조사에 따르면, 중국에는 1,430,695명의 이민자가 있으며, 이 중 845,697명은 외국인이고 584,998명은 홍콩, 마카오, 대만 거주자이다. 2023년 현재 약 12,000명의 외국인이 중국 영주권을 가지고 있다.

## 합법 이민 및 영주권
2016년 중국은 1,576개의 영주권을 발급했다. 이는 전년 대비 두 배 이상 증가한 수치였지만, 당시 미국의 120만 명에 비해 여전히 약 750배 적은 수치였다.
2017년까지 중국 영주권을 소지한 외국인의 수는 마침내 10,000명을 넘어섰다. 최근의 구체적인 수치는 쉽게 얻을 수 없지만, 2019년부터 중국은 외국인들이 "중국 영주권"을 신청하는 절차를 개편해왔다.
2023년 중국은 중화인민공화국 외국인 영주권 신분증의 새로운 버전인 오성 카드(Five-Star Card)를 출시했다.

### 신청 요건
중국 국무원이 승인한 외국인 중국 영주권 승인 관리 조치에 따르면, 중국 영주권을 신청하는 외국인은 중국 법률을 준수하고, 건강하며, 범죄 기록이 없어야 하며, 다음 조건 중 하나를 충족해야 한다.
1. 중국에 직접 투자를 했고, 3년 연속 안정적인 투자 상황을 유지했으며, 세금 기록이 양호해야 한다.
2. 부총경리, 부공장장 이상의 직책을 맡고 있거나, 부교수, 부연구원 이상의 직함을 소유하고 동등한 혜택을 누리고 있어야 한다. 최소 4년간 연속으로 근무했으며, 지난 4년간 중국에 누적 3년 이상 거주했고, 세금 기록이 양호해야 한다.
3. 중국에 중요하고 뛰어난 공헌을 했거나 국가적으로 시급히 필요한 인재여야 한다.
4. 첫 번째, 두 번째, 세 번째 항목에 언급된 개인의 배우자 및 18세 미만의 미혼 자녀.
5. 중국 시민의 배우자 또는 중국에서 영주 자격을 취득한 외국인의 배우자로서 결혼 기간이 5년 이상이고, 중국에 5년 연속 거주했으며, 매년 9개월 이상 중국에 거주하고, 안정적인 생활 조건과 거주지를 가지고 있어야 한다.
6. 부모에게 의존하는 18세 미만의 미혼 자녀.
7. 해외에 직계 친척이 없고, 중국 내 직계 친척에게 의존하며, 60세 이상이고, 중국에 5년 연속 거주했으며, 매년 9개월 이상 중국에 거주하고, 안정적인 생활 조건과 거주지를 가지고 있어야 한다.

본 조항에 언급된 기간 제한은 모두 신청일 이전의 연속적인 기간을 의미한다.

### 하이난 자유무역지대 이민 우대 정책
2019년 7월, 중국 공안부와 국가이민관리국은 하이난성 (하이난 자유무역지대)에 적용되는 다음과 같은 새로운 우대 정책을 발표했다.

#### 외국인 대학생 고용 및 창업 촉진
중국 대학에서 석사 또는 그 이상의 학위를 취득한 외국인 학생은 소속 대학의 추천을 받아 하이난에서 혁신 및 창업을 위한 최대 2년 유효의 거류 허가증을 신청할 수 있다. 해외 대학에 재학 중인 외국인 학생은 하이난의 특급 호텔, 병원, 국제 학교 및 기타 기관에서 정규 인턴십에 참여할 수 있다. 관련 기관의 필요한 초청장과 외국 대학 재학 증명을 제출하면 인턴십에 필요한 비자를 신청할 수 있다.

#### 외국인 근로자 및 투자자를 위한 영주권 편의 제공
하이난에서 박사 학위를 소지하고 일하는 외국 국적의 중국인, 또는 하이난에서 최소 4년 이상 연속으로 근무했으며 매년 누적 6개월 이상 거주한 외국 국적의 중국인은 영주권을 신청할 자격이 있다. 이들의 외국인 배우자와 미성년 자녀도 함께 영주권을 신청할 수 있다. 하이난의 혁신 기업에 투자하고 3년 연속 안정적인 투자와 양호한 세금 기록을 유지하며 하이난 성 인민 정부의 추천을 받은 외국인은 영주권을 신청할 수 있다. 하이난에서 4년 연속으로 근무하고 하이난의 소득 및 개인 소득세 납부 기준을 충족하는 외국인은 영주권을 신청할 자격이 있다.

### 화교의 귀환
중국으로의 가장 중요한 이민은 화교들에 의해 이루어졌는데, 1949년 이래로 그들은 모국으로 돌아오라는 다양한 유혹을 받아왔다. 1949년 이후 수백만 명이 그렇게 했을 것이다. 가장 큰 유입은 1978년에서 1979년 사이에 발생했는데, 양국 관계가 악화되면서 약 16만 명에서 25만 명의 중국계 난민들이 베트남에서 중국 남부로 도피했다. 워싱턴 포스트는 1978년 6월 현재 133,000명 이상의 중국인들이 중국 남부로 피난했다고 보도했다. 이들 난민 중 다수는 하이난섬의 국영 농장에 정착했다.

## 불법 이민

### 북한 주민
북한에서 온 불법 이민자들은 더 높은 임금을 찾고 억압을 피하기 위해 북중 국경을 넘어왔다.
2004년에 약 1,850명의 북한 주민이 북한을 탈출했지만, 중국은 이들을 난민이 아닌 불법 경제 이주자로 간주하여 상당수를 돌려보낸다. 이는 또한 중국이 북한과 체결한 1986년 의정서("국가 안보 및 사회 질서 유지 및 접경 지역 업무를 위한 상호 협력 의정서")에 따른 북한의 압력 때문이기도 하다. 외국 외교 공관이나 국제 학교에서 피난처를 찾는 데 성공한 많은 사람들은 중국의 허가를 받아 대한민국으로 떠났다.

## 아프리카 이주민
주로 광저우에 집중된 상당한 규모의 흑인 아프리카인 공동체가 중국에 있다. 중국의 1990년대 후반 경제 호황 이후, 수천 명의 아프리카 상인과 사업가, 주로 서아프리카 출신들이 광저우 시로 이주하여 약 10 km2의 중국 남부 대도시 한가운데에 "아프리카 타운"을 형성했다. 주로 남성 인구는 현지 사업을 시작하고 국제 무역에도 종사한다.
중화인민공화국 정부의 공식 통계에 따르면, 광저우의 아프리카인 수는 매년 30-40% 증가했으며, 현재 아시아에서 가장 큰 흑인 공동체를 형성하고 있다. 그러나 많은 이들이 비자 기간을 초과했기 때문에 공식 수치는 과소평가되었을 수 있다. 광저우에 거주하는 아프리카인 수에 대한 추정치는 20,000명에서 200,000명 이상으로 다양하다. 이는 아프리카인에 의해 저질러지는 강간, 사기, 강도, 마약 거래를 포함한 범죄 증가에 대한 소문으로 인해 지역 사회의 논란과 분노를 야기했다. 광저우 사회과학원 황스딩(Huang Shiding)은 외국 국적의 영주권자(6개월 이상) 수가 약 50,000명이며, 이 중 약 20,000명이 아프리카 출신이라고 추정한다.
2020년 기준으로 중국에 거주하는 아프리카인 수는 약 50만 명으로 추정되며, 이 중 약 10만 명은 광저우에 거주한다.

## 난민
2015년 말 기준으로 중국은 301,622명의 난민을 수용했다. 이 난민들 대부분은 베트남 출신이었고, 나머지는 아프리카와 중동 출신이었다.

## 같이 보기
- 중국 외국인 영주권 신분증
- 중국의 이주
- 중국인의 이민